# Моисеев, Михаил Фёдорович
Михаил Фёдорович Моисе́ев (1882—1955) — советский артист балета и балетмейстер. Заслуженный артист РСФСР (1948). Заслуженный артист Литовской ССР (1955). Лауреат Сталинской премии второй степени (1948). Член ВКП(б) с 1941 года.

## Биография
М. Ф. Моисеев родился 12 (24 января) 1882 года в Москве. В1892—1899 годах учился в МАХУ (у Н. П. Домашёва и В. Д. Тихомирова). В 1903—1910 годах в труппе Оперного театра С. И. Зимина. В 1910 году гастролировал в США с труппой А. П. Павловой. В советское время работал в театрах Воронежа, Одессы, Свердловска, Новосибирска, Еревана, Алма-Аты, Вильнюса. Был руководителем и педагогом балетных студий при театрах и хореографических школ. Среди его учеников Ю. П. Ковалёв, В. А. Кононович, С. Н. Сергеев, Г. И. Язвинский.
М. Ф. Моисеев умер 29 июня 1955 года в Москве.

## Постановки
- 1918 — «Коппелия» Л. Делиба (Воронеж)
- 1919 — «Лебединое озеро» П. И. Чайковского (Воронеж)
- 1927 — «Красный мак» Р. М. Глиэра (ХАТОБ имени Н. В. Лысенко)
- 1930 — «Карманьола» В. А. Фемилиди (ОдАТОБ)
- 1935 — «Ференджи» Б. К. Яновского (ОдАТОБ)
- 1940 — «Анаит» А. Г. Тер-Гевондяна (АрмАТОБ имени А. А. Спендиарова)
- 1947 — «Доктор Айболит» И. В. Морозова (НГАТОБ)
- 1949 — «Аленький цветочек» К. А. Корчмарёва (НГАТОБ)
- 14 января 1950 — «Доктор Айболит» И. Морозова (КазГАТОБ имени Абая)
- 2 октября 1950 — «Красный цветок» Р. Глиэра (КазГАТОБ имени Абая)
- 3 декабря 1950 — «Камбар и Назым» В. В. Великанова (КазГАТОБ имени Абая)
- 11 февраля 1951 — «Жизель» А. Адана (КазГАТОБ имени Абая)
- 19 мая 1951 — «Спящая красавица» П. Чайковского (КазГАТОБ имени)
- «Корсар» А. Адана
- «Конёк-горбунок» Ц. Пуни
- «Раймонда» А. К. Глазунова

## Награды и премии
- Орден «Знак Почёта» (1954)[2]
- Заслуженный артист РСФСР (1948)
- Заслуженный артист Литовской ССР (1955)
- Сталинская премия второй степени (1948) — за постановку балетного спектакля «Доктор Айболит» И. В. Морозова на сцене НГАТОБ (1947)